# Demografía de Mauricio
En Isla Mauricio viven 1.199.999 personas, según el censo de 2020, que se distribuyen en:

## Población
- DISTRITO GEOGRÁFICO POBLACIÓN 
  - Black River 60.587
  - Flacq 126.839
  - Grand-Port 106.665
  - Moka 75.479
  - Pampelemousses 122.252
  - Plaines Wilhelms 358.182
  - Port Louis 160.000~
  - Rivière du Rempart 98.854
  - Savanne 66.356

- - Agalega 289
  - Cargados 0
  - Rodriges 35.779

## Datos demográficos
- Índice de fecundidad: 1,9
- Crecimiento natural: 0,98%
- Índice de natalidad: 1,64%
- Índice de mortalidad infantil: 1,7%
- Población joven: 25,2%
- Población adulta: 65,6%
- Población envejecida: 9,2%
- Población urbana: 41,6%
- Esperanza de vida (hombres): 68 años
- Esperanza de vida (mujeres): 75 años

- Wikimedia Commons alberga una categoría multimedia sobre Demografía de Mauricio.

- Datos: Q2724843
- Multimedia: Demographics of Mauritius / Q2724843